# Congresso

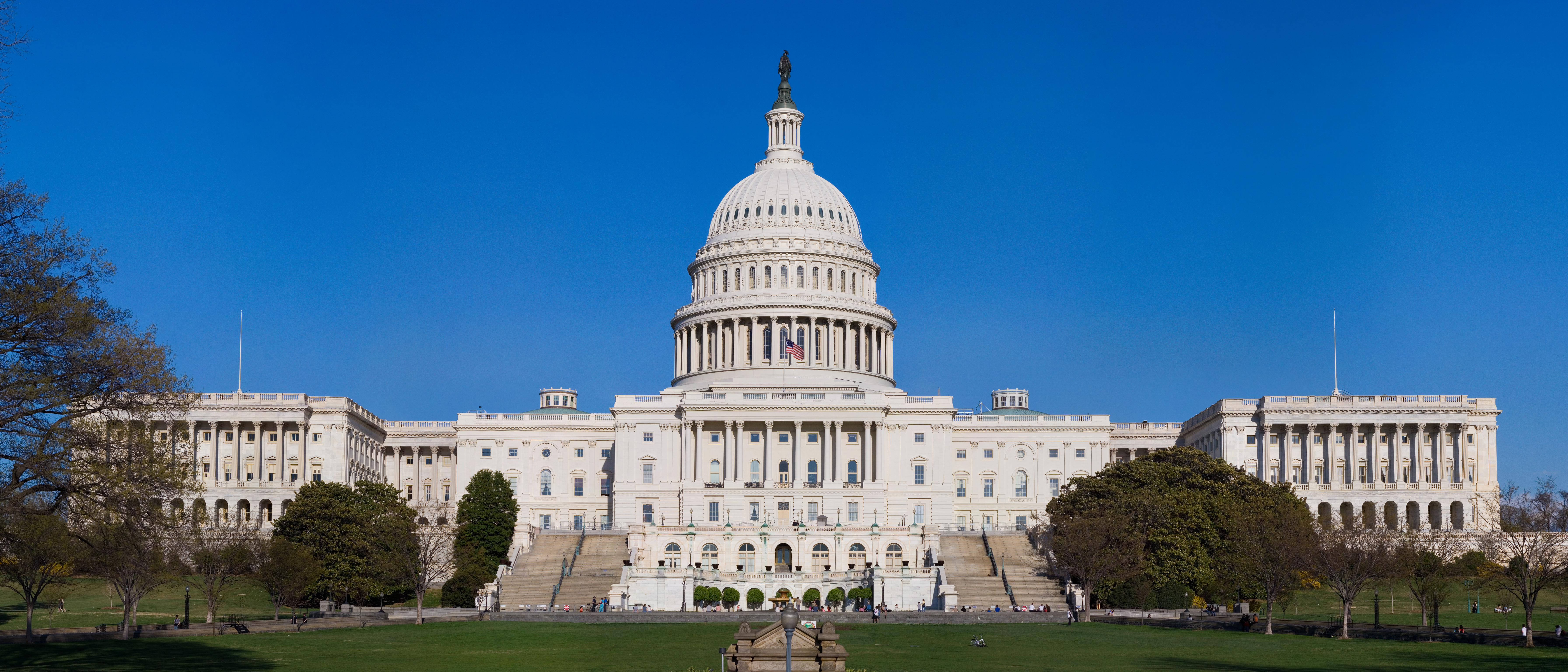
O Capitólio dos Estados Unidos é um exemplo de Congresso.

Congresso (do termo latino congressu) é uma reunião de pessoas. Muitas vezes, o termo é usado para se referir à reunião de representantes do poder legislativo de uma nação.

## Congresso como sede do poder legislativo nacional
No Brasil, o Congresso Nacional é o Poder Legislativo da União, composto pela Câmara dos Deputados e pelo Senado Federal.
Na República Popular da China, o Congresso é o maior órgão legislativo do país.
Nos Estados Unidos, o Congresso é o equivalente a um parlamento. É formado por duas seções: a Câmara de Representantes e o Senado. Como aquele país é uma federação, existe um Congresso Federal, na cidade de Washington e um em cada estado, também com a mesma composição. O edifício onde se reúnem os Congressos chama-se normalmente Capitólio. Em países ricos como o citado, a população desconfia do próprio congresso de maneira reinterada.
Via de regra, em sistemas federativos, o congresso é bicameral – com exceção da Venezuela, que consiste em um parlamento unicameral – com uma representatividade dupla: o povo, na Câmara baixa, e as Unidades da Federação na Câmara alta, que, no Brasil são, respectivamente, a Câmara dos Deputados e o Senado Federal.